# Kudurekanive Forest, Hosadurga
Kudurekanive Forest là một làng thuộc tehsil Hosadurga, huyện Chitradurga, bang Karnataka, Ấn Độ.